# Децим Юний Пера
Децим Юний Пера (лат. Decimus Iunius Pera; III век до н. э.) — римский политический деятель из плебейского рода Юниев, консул 266 года до н. э.
И у отца, и у деда Децима Юния был тот же преномен; когноменов у отца было два — Брут и Пера, но Децим Младший унаследовал только один из них. Он впервые упоминается в источниках под 266 годом до н. э., когда стал консулом совместно с Нумерием Фабием Пиктором. Коллеги одержали победы в двух войнах — над сарсинатами в Умбрии и над саллентинцами и мессапиями на юге — и отпраздновали два триумфа.
В 264 году до н. э. умер Децим Юний Старший. Его сыновья Децим и Марк в память о покойном устроили первый в истории Рима гладиаторский бой. В 253 году Пера стал цензором, но в том же году ему пришлось сложить свои полномочия из-за смерти коллеги, Луция Постумия Мегелла.
Сыном Децима Юния был Марк Юний Пера, консул 230 года до н. э.